# Liste der Naturdenkmäler im Bezirk Dornbirn
Die Liste der Naturdenkmäler im Bezirk Dornbirn listet die als Naturdenkmal ausgewiesenen Objekte im Bezirk Dornbirn im Bundesland Vorarlberg auf.

## Naturdenkmäler
| Foto |                 | Name                                    | ID  | Standort                                                            | Beschreibung | Fläche | Datum      |
| ---- | --------------- | --------------------------------------- | --- | ------------------------------------------------------------------- | --- | ------ | ---------- |
| 1    | Datei hochladen | Eichengruppe (Dornbirnerach-Au)         | 3   | Dornbirn Standort                                                   | Keine Begleittafel: Eichengruppe Dornbirnerach-Au (Quercus robur) Diese Eichen stehen am oberen Ende des rechtsufrigen Auwaldes im Dornbirner Stadtbezirk Rohrbach als typische Waldrandbäume und empfangen den erholungssuchenden Spaziergänger. Die traditionelle Landwirtschaft schätzte die Eiche nicht nur als Schattenspender, sondern ihre Eicheln waren wichtig für die Schweineweide und das Laub für die Einstreu bei Haustieren. Deshalb gibt es in den Rheintalrieden noch zahlreiche Solitäreichen. |        |            |
| 1    | Datei hochladen | Mammutbaum in der Schillerstraße        | 7   | Dornbirn Standort                                                   | Tafeltext: Naturdenkmal Mammutbaum (Sequoiadendron giganteum) Die Art stammt aus den Wäldern Kaliforniens, wo diese immergrünen Pflanzen bis zu 100 m hoch und über 3000 Jahre alt werden können. Mammutbäume wurden um die Jahrhundertwende bei uns bevorzugt als Parkbäume gepflanzt. |        |            |
| 1    | Datei hochladen | Linde am Rathausplatz                   | 8   | Dornbirn Standort                                                   | Tafeltext: Naturdenkmal Linde (Tilia sp.) Mächtige das Ortsbild prägende Baumgestalt. Linden können bis zu 40 m hoch und über 2000 Jahre alt werden. Man findet sie an sonnigen Stellen in feuchten Tälern, aber auch in Wäldern in Gesellschaft anderer Laubbäume, in Siedlungen und als Alleebäume. Vielfach ziert die Linde wie hier Parkanlagen und Dorfplätze. [Die Tafel enthält eine kleine Grafik: Blätter und Früchte] |        |            |
| 1    | Datei hochladen | Baumförmiger Wacholder (Ammenegg)       | 10  | Dornbirn Standort                                                   | Tafeltext: Naturdenkmal Wacholderbaum (Juniperus communis) Diese anspruchslosen, aber sehr lichtbedürftigen Pflanzen wachsen fast immer strauchförmig. Nur bei besonderer Pflege, öfters aber durch Verbiss durch weidendes Vieh nimmt Wacholder so wie hier Baumform an. Deshalb ist dieser 300-jährige Baum wahrscheinlich Zeuge einer älteren Bewirtschaftungsform (Waldweide) des Geländes, das heute Mähwiese ist. [Die Tafel enthält eine kleine Grafik: Blätter und Früchte] |        |            |
| 1    | Datei hochladen | Weißtanne im Gütle                      | 11  | Dornbirn Standort                                                   | Texttafel: Naturdenkmal Weisstanne (Abies alba) Mit einer Höhe von derzeit 46 m und einem Stammumfang von 4,5 m ist diese Tanne wohl eine der stattlichsten im Gemeindegebiet von Dornbirn. Bei besten Bedingungen können Weißtannen mehrere hundert Jahre alt werden, normalerweise werden sie viel früher genutzt. Auch diese Tanne nimmt Jahr für Jahr an Höhe und Umfang zu. [Die Tafel enthält eine kleine Grafik: Blätter und Früchte] |        |            |
| 1    | Datei hochladen | Mammutbaum im Gütle                     | 34  | Dornbirn Standort                                                   | Keine Begleittafel: Mammutbaum im Gütle (Sequoiadendron giganteum) Der Baum am Eingang zur Rappenlochschlucht wurde vor ca. 100 Jahren gepflanzt und hat heute (2012) eine Höhe von 55,5 m sowie 7,15 m Umfang in 1,3 m Höhe über natürlichem Bodenniveau. Seiner Zeit war es Mode im Siedlungsbereich und in städtischer Umgebung exotische Bäume zu pflanzen, von denen allerdings nur noch wenige erhalten sind. |        |            |
| 1    | Datei hochladen | Lärchenhain, Kehlegg Viehweide          | 35  | Dornbirn Standort                                                   | Keine Begleittafel: Lärchenhain, Kehlegg Viehweide Diese landschaftsbildlich markante Erscheinung einer Lärchengruppe mit zwei stattlichen Schwarzkiefern wurde 1978 in das Naturdenkmalbuch der Bezirkshauptmannschaft Dornbirn aufgenommen. Mitten auf der Kehlegger Viehweide gelegen, enthält die Gruppe neben den Lärchen und Kiefern noch einige Fichten und eine große Buche. Auffallend ist der Unterwuchs mit Adlerfarn und die ziemlich vernäßte Viehweide mit Sauergräsern und Binsen. |        |            |
| 1    | Datei hochladen | Linde Hintere Achmühle                  | 127 | Dornbirn Standort                                                   | Tafeltext: Naturdenkmal Achmühler Linde (Tilia sp.) Die platzbeherrschende Linde beim Achmühler Brunnen hat wahrlich den Charakter einer Dorflinde. Unter Dorf- oder Brunnenlinden fanden früher bevorzugt Versammlungen, Trauungen und Feste jeglicher Art statt. Mit 21 m Höhe und 2,15 m Stammumfang hält die schöne Platzlinde mit dem benachbarten Brunnen und den angrenzenden Häusern ein Stück Alt-Dornbirn wirkungsvoll am Leben. [Eine Veränderung, Entfernung oder Zerstörung dieses Naturdenkmals ist nur mit Genehmigung der Behörde gestattet.] |        |            |
| 1    | Datei hochladen | Stiel-Eiche Kastenlangen                | 142 | Dornbirn Standort                                                   | Keine Begleittafel: Stiel-Eiche Kastenlangen (Quercus robur) Neben der Wohnanlage Kastenlangen wurde eine besonders eindrucksvolle Stiel-Eiche 1978 unter Schutz gestellt. Dieser Solitärbaum mit einem Kronendurchmesser von 18 m, 3 m Stammumfang und einem Alter von 100 Jahren ist ein Überbleibsel der früheren naturnahen Riedlandschaft. Die Eiche kann als gelungenes Beispiel gelten, wie wertvolle Baumbestände in die Siedlungsgestaltung miteinbezogen werden können. |        |            |
| 1    | Datei hochladen | Zwei Eiben Marktstraße                  | 167 | Dornbirn Standort                                                   | Tafeltext: Naturdenkmal Eiben (Taxus baccata) Besonders starke Exemplare, typische Parkbäume, die von allen heimischen Bäumen mit über 2000 Jahren wohl das höchste Alter erreichen können. Die nadelförmigen Blätter sind sehr giftig, die roten Samen werden gerne von Vögeln verspeist, die auf diese Weise auch für die Verbreitung sorgen. [Die Tafel enthält eine kleine Grafik: Blätter und Früchte] |        |            |
| 1    | Datei hochladen | Esche an der Druckergasse               | 181 | Dornbirn Standort                                                   | Tafeltext: Naturdenkmal Esche (Fraxinus excelsior) Mit einem Kronendurchmesser von 25 m und einer Höhe von über 20 m stellt das Naturdenkmal an der Druckergasse einen markanten Blickfang dar. Einzelstehende Bäume dieser Größenordnung sind im Siedlungsgebiet eine Seltenheit und deshalb besonders erhaltenswert. Eschen sind normalerweise hochwüchsig und können bis zu 40 m hoch und 200 – 300 Jahre alt werden. [Eine Veränderung, Entfernung oder Zerstörung dieses Naturdenkmals ist nur mit Genehmigung der Behörde gestattet.] |        |            |
| 1    | Datei hochladen | Hainbuche (Häfenberg)                   | 183 | Dornbirn Standort                                                   | Keine Begleittafel: Hainbuche Häfenberg (Carpinus betulus) Unweit der alten Häusergruppe am Häfenberg unterhalb von Watzenegg oberhalb von Dornbirn steht eine sicher weit über 150 Jahre alte Hainbuche, auch Weißbuche genannt, mit einem Stammumfang von 2,5 m und einer Höhe von 17 m zwischen einem schmalen Wanderweg und dem Steilhang zum Steinebachtobel. Da Hainbuchen selten höher als 20 m werden, handelt es sich hier geradezu um ein Riesenexemplar. |        |            |
| 1    | Datei hochladen | Bergahorn Ammenegg                      | 184 | Dornbirn Standort                                                   | Keine Begleittafel: Bergahorn Ammenegg (Acer pseudoplatanus) |        |            |
| 1    | Datei hochladen | Linde vor dem Rathaus                   | 217 | Dornbirn Standort                                                   | Keine Begleittafel |        |            |
| 1    | Datei hochladen | Eiche Elsterweg                         | 231 | Dornbirn, Elsterweg GrStNr: 21053 Standort                          | |        |            |
| 1    | Datei hochladen | Weißdornstrauch Alpe Schuttannen        | 12  | Hohenems Standort                                                   | Keine Begleittafel: Naturdenkmal Weißdorn auf der Alpe Schuttannen (Crataegus) Auf der Alpe Schuttannen, nördlich der Ruhes Hütte, wächst dieser außergewöhnlich große und sehr alte Weißdornstrauch. Viele Einzelstämmchen des Strauches sind zu einem scheinbar einzigen Stamm verwachsen. Erst außerhalb der Reichweite des Weideviehs entfalten sich die Äste zu einer kleinen »Baumkrone«. Der Weißdorn prägt nicht nur die Landschaft durch seine ganz besondere Gestalt, es dürfte sich auch um einen der größten wildwachsenden Weißdornsträucher des ganzen Rheintales handeln. |        | 2000       |
| 1    | Datei hochladen | Schillerallee                           | 13  | Hohenems Standort                                                   | Tafeltext: Naturdenkmal Schillerallee Die Schillerallee besteht aus ca. 200 Bäumen und hat ein Alter von ca. 100 Jahren. Sie wurde auf dem im vorigen Jahrhundert errichteten Hochwasserschutz des Emsbaches, dem „Dämmle“, angepflanzt und führte weit in das damals unbesiedelte Rheintal hinaus. Die Allee besteht im östlichen Bereich mehrheitlich aus Linden. Dieser Abschnitt stellt auch die längste Lindenallee des Landes dar. Im unteren Bereich sind es hauptsächlich Eschen und Weidenarten. Vereinzelt sind auch verschiedene andere Baumarten angepflanzt. Die Schillerallee hat zu jeder Jahreszeit ihren besonderen Reiz. [stadthohenems] |        | 2000       |
| 1    | Datei hochladen | Ginkgobaum beim Rathaus                 | 14  | Hohenems Standort                                                   | Tafeltext: Naturdenkmal Ginkgo (Ginkgo biloba) Der Ginkgobaum ist stammesgeschichtlich sehr viel älter als unsere Laubbäume und war vor 190 Mio. Jahren weltweit verbreitet. Heutzutage kommt er nur noch in einem kleinen Teil Chinas natürlich vor, hat jedoch Bedeutung als Parkbaum wie hier vor dem ehemals gräflichen Gästehaus. Dieser Baum wird auf ein Alter von ca. 150 Jahren geschätzt. Bei genauer Betrachtung fällt auf, dass kein Blatt dem anderen gleicht. Dem Ginkgo werden umfangreiche Heilwirkungen zugesprochen; kein Wunder also, dass er in seiner fernöstlichen Heimat als heiliger Baum verehrt wird. [stadthohenems] [Die Tafel enthält eine kleine Grafik: ein Ginkgoblatt]                                                                                      |        | 2000       |
| 1    | Datei hochladen | drei Bergahorne bei der Alpe Ranzenberg | 15  | Hohenems Standort                                                   | Keine eigene Begleittafel: Naturdenkmale Drei Bergahorne (Acer pseudoplatanus) auf der Alpe Ranzenberg Die drei alten Bergahorne auf dem Alphügel der Alpe Ranzenberg sind ein schönes Beispiel für große alte Ahorne, wie sie früher auf Alpflächen typisch anzutreffen waren. Bergahorne sind in unseren Bergwäldern häufig. Zu so imposanten Bäumen, wie jene auf dem Ranzenberg, entwickeln sie sich aber nur als freistehende Exemplare. Mit mächtigen Stämmen und breit ausladenden Baumkronen beherrschen sie die Alpe. Die Bergahorne auf dem Ranzenberg sind die größten ihrer Art in Hohenems und eindrucksvolle kulturhistorische Zeugen der ehemaligen Alplandschaften. |        | 2000       |
| 1    | Datei hochladen | drei Bergahorne bei der Alpe Ranzenberg | 16  | Hohenems Standort                                                   | Keine eigene Begleittafel: Naturdenkmal Bergahorn (Acer pseudoplatanus) Siehe Beschreibung ID 17 |        | 2000       |
| 1    | Datei hochladen | drei Bergahorne bei der Alpe Ranzenberg | 17  | Hohenems Standort                                                   | Tafeltext: Naturdenkmal Bergahorn (Acer pseudoplatanus) Der Bergahorn ist ein typischer Vertreter unserer Bergmischwälder. Durch seine Wurzeln verfestigt er schützend den Boden. Neben dem Schatten im Sommer entfaltet er seine landschaftsprägende Schönheit im Herbst, wenn er sich sein goldenes Kleid anzieht. Der Bergahornsamen keimt erst nachdem er Temperaturen um den Gefrierpunkt ausgesetzt war. Dies bewahrt ihn vor zu frühem Keimen im Herbst und anschließendem Erfrieren in den kalten Wintertagen. Das helle, warme Ahornholz wird vielseitig verwendet. Früher diente das Laub auch als Schaf- und Ziegenfutter. [stadthohenems] [Die Tafel enthält eine kleine Grafik: ein Zweig mit Blatt und Flugfrüchten]                                                           |        | 2000       |
| 1    | Datei hochladen | Schillerallee                           | 18  | Hohenems Standort                                                   | Keine eigene Begleittafel: Naturdenkmal Schillerallee Die Schillerallee besteht aus ca. 200 Bäumen und hat ein Alter von ca. 100 Jahren. Sie wurde auf dem im vorigen Jahrhundert errichteten Hochwasserschutz des Emsbaches, dem „Dämmle“, angepflanzt und führte weit in das damals unbesiedelte Rheintal hinaus. Die Allee besteht im östlichen Bereich mehrheitlich aus Linden. Dieser Abschnitt stellt auch die längste Lindenallee des Landes dar. Im unteren Bereich sind es hauptsächlich Eschen und Weidenarten. Vereinzelt sind auch verschiedene andere Baumarten angepflanzt. Die Schillerallee hat zu jeder Jahreszeit ihren besonderen Reiz. [stadthohenems] |        | 2000       |
| 1    | Datei hochladen | Schillerallee                           | 19  | Hohenems Standort                                                   | Keine eigene Begleittafel: Naturdenkmal Schillerallee Die Schillerallee besteht aus ca. 200 Bäumen und hat ein Alter von ca. 100 Jahren. Sie wurde auf dem im vorigen Jahrhundert errichteten Hochwasserschutz des Emsbaches, dem „Dämmle“, angepflanzt und führte weit in das damals unbesiedelte Rheintal hinaus. Die Allee besteht im östlichen Bereich mehrheitlich aus Linden. Dieser Abschnitt stellt auch die längste Lindenallee des Landes dar. Im unteren Bereich sind es hauptsächlich Eschen und Weidenarten. Vereinzelt sind auch verschiedene andere Baumarten angepflanzt. Die Schillerallee hat zu jeder Jahreszeit ihren besonderen Reiz. [stadthohenems] |        | 2000       |
| 1    | Datei hochladen | Blutbuche beim gräflichen Palast        | 21  | Hohenems Standort                                                   | Tafeltext: Naturdenkmal Blutbuche (Fagus sylvatica) Diese Blutbuche, eine Varietät der Rotbuche, ist einer der mächtigsten Solitärbäume im Stadtzentrum von Hohenems. Mit einem Stammumfang von 303 cm und einer Höhe von ca. 25 m bildet er eine stark verzweigte Krone. Er dürfte geschätzte 120 Jahre alt sein und von den Grafenfamilien im Schneckengarten als Parkbaum gepflanzt worden sein. Rotbuchen haben sich bereits zur Bronzezeit bei uns angesiedelt. Eine Buche dieser Größe trägt jährlich ca. 600.000 Blätter. Mit diesem Blätterdach schützt sie ihre dünne Rinde vor Sonnenbestrahlung und Temperaturschwankungen. [stadthohenems][Die Tafel enthält eine kleine Grafik: ein Buchenblatt]                                                                                |        | 2000       |
| 1    | Datei hochladen | Eibe in Steckenwegen                    | 187 | Hohenems Standort                                                   | Keine Begleittafel: Naturdenkmal Eibe (Taxus baccata) in Steckenwegen Die Eibe im Ortsteil Steckenwegen findet sich am Weg zum »Buchstock«. Einst auf freiem Feld, steht sie heute kaum mehr sichtbar inmitten junger Fichten. Die Eibe weist sechzig Zentimeter Stammdurchmesser und einen Kronenradius von sieben Metern auf und ist damit ein besonders großes, und vermutlich auch sehr altes Exemplar dieser seltenen Baumart. Eiben waren jahrhundertelang wegen ihres außerordentlich elastischen und haltbaren Holzes sehr begehrt. Die Verarbeitung der Eiben zu Bogen, Furnieren, Radwellen usw. führte zum Rückgang der langsamwüchsigen Baumart. Die Eibe in Steckenwegen ist die mächtigste und älteste Eibe von Hohenems und zählt auch zu den größten Exemplaren Vorarlbergs. |        | 2000       |
| 1    | Datei hochladen | Kornelkirschenstrauch am Schloßberg     | 188 | Hohenems Standort                                                   | Tafeltext: Naturdenkmal Kornelkirsche (Cornus mas) Der Kornelkirschenstrauch ist trotz seiner unscheinbaren Größe und Unauffälligkeit eine Seltenheit in freier Natur. Seine Pracht entfaltet er im ausgehenden Winter, wenn er sich mit seinen gelben Blüten überzieht. Durch die begünstigte Lage auf dieser Anhöhe des Schloßberges dürfte dieser Strauch als Relikt wärmerer Klimazeiten überdauert haben. Andere bekannte wärmeliebende Pflanzen, die Zuflucht an den Steilhängen des Schloßberges gefunden haben, sind die Traubeneichen. [stadthohenems][Die Tafel enthält eine kleine Grafik: Zweige mit Blättern, Früchten und Blüte] |        | 2000       |
| 1    | Datei hochladen | Stieleiche an der Hasenfeldstraße       | 5   | Lustenau Standort                                                   | Tafeltext: Naturdenkmal Stieleiche im Hasenfeld (Quercus robur L.) Diese mächtige, über 100 Jahre alte Eiche mit ihren mehr als 3 m Stammumfang ist einer der am stärksten ortsbildprägenden Straßenbäume Lustenaus. Trotz der Verbreiterung der Hasenfeldstraße in den Siebzigerjahren und der Verrohrung des damals zwischen Baum und Straße von der Oberen Aue herabrinnenden „Aubächles“ zeigt die Eiche einen schönen Kronenaufbau mit voller Belaubung. [Die Tafel enthält eine kleine Grafik: Blätter und Früchte] |        |            |
| 1    | Datei hochladen | Stieleiche Holzstraße 38a               | 205 | Lustenau, Holzstraße 38a KG: Lustenau GrStNr: 339/2 Standort        | Die Stieleiche wurde am Stichtag 11. November 2009 auf 110 Jahre geschätzt. Ihr Stammumfang betrug zu diesem Zeitpunkt 406 cm, ihre Höhe 29 Meter und der Kronendurchmesser 20 Meter. |        | 30.06.2011 |
| 1    | Datei hochladen | Rotbuche Steinackerstraße 3             | 206 | Lustenau, Steinackerstraße 3 KG: Lustenau GrStNr: 3646/1 Standort   | Die Rotbuche hatte am Stichtag 1. Juli 2009 einen Stammumfang von 488 cm, eine Höhe von 22 Meter, einen Kronendurchmesser von 16 Meter und ein geschätztes Alter von 120 Jahren. |        | 26.04.2012 |
| 1    | Datei hochladen | Sommerlinde St. Antoniuskapelle         | 237 | Lustenau, St. Antonius Straße 11 KG: Lustenau GrStNr: 6475 Standort | Die Vermessung der Sommerlinde am 29.08.2011 ergab einen Stammumfang von 382 cm, eine Höhe von 24 Meter und einen Kronendurchmesser von 12 Meter. Das Alter des Baumes wird auf über 100 Jahre geschätzt. |        | 14.12.2012 |
| 1    | Datei hochladen | Winterlinde beim Wäldersteig (Neuner)   | 182 | Lustenau KG: Lustenau GrStNr: 6940/1 Standort                       | Die Winterlinde beim Wäldersteig ist ein besonders markantes Element der Uferbepflanzung des Lustenauer Kanals. Der 25 m hohe Baum aus der Richtung des östlich liegenden Schweizer Rieds noch aus großer Entfernung erkennbar, er wurde daher 1992 zum Naturdenkmal erklärt. |        | 1992       |

## Ehemalige Naturdenkmäler
| Foto |                 | Name                              | ID | Standort                                                     | Beschreibung | Fläche | Datum      |
| ---- | --------------- | --------------------------------- | -- | ------------------------------------------------------------ | --- | ------ | ---------- |
| 1    | Datei hochladen | Riesenlebensbaum (Gebrüder Ulmer) | 9  | Dornbirn Standort                                            | Tafeltext: Naturdenkmal Scheinzypresse (Chamaecyparis lawsoniana) 22 m hoher Exote aus dem südlichen Nordamerika, der auch unter dem Namen Weißzeder bekannt ist. Wie der Lebensbaum (Thuja) ist diese Art häufig als geschnittene Hecke zu sehen. Ein Gutachtens vom 28. Oktober 2017 stellte fest, dass – vermutlich wegen innenliegender Fäule im Stammfuß – bereits 65 % des Kronenvolumens abgestorben waren. Wegen der Lage des Baumes direkt an einem öffentlichen Gehsteig bestand eine Verletzungsgefahr für Passanten durch herunterfallende Äste oder Kronenteile. Der Schutz wurde daher am 20. November 2017 aufgehoben und der Baum gefällt. |        | 02.12.1975 |
| 1    | Datei hochladen | Stieleiche Stalden                | 4  | Lustenau, Staldenstraße 5 KG: Lustenau GrStNr: 52/3 Standort | Die Stieleiche wurde 1868 im Alter von 3 Jahren gepflanzt. Am 1. Oktober 1944 wurde der Baum mit einer Höhe von 20 m, einem Stammumfang von 3,15 m und einem Kronendurchmesser von 17 m zum Naturdenkmal erklärt. Vermutlich bei Straßenbauarbeiten in den 1950er- oder 1960er-Jahren wurde die Wurzel beschädigt, wodurch ein Pilzbefall mit dem Wulstigen Lackporling ausgelöst wurde, Aufgrund der dadurch verursachten, stetig fortschreitenden Weißfäule fiel der im Privatbesitz befindliche Baum am Morgen des 7. April 2014 der Länge nach auf die Straße und musste von der Feuerwehr gesichert und entfernt werden. Zu diesem Zeitpunkt hatte die Staldeneiche eine Höhe von 22 m, einen Stammumfang von 4,70 m und einen Kronendurchmesser von 12 m. Die Mittelschule Lustenau-Kirchdorf erhielt für den Naturkunde- und Geschichtsunterricht eine Stammscheibe mit einem Durchmesser von mehr als einem Meter. |        | 01.10.1944 |
| 1    | Datei hochladen | Weißweide im Lustenauer Ried      | 6  | Lustenau KG: Lustenau GrStNr: 4614 Standort                  | Die Silber-Weide im Oberen Heuried wurde bereits 1975 zum Naturdenkmal erklärt. 1992 war der Stammdurchmesser noch mit 4 m angegeben, 2013 maß er bereits 6,6 m und war damit vermutlich der stärkste Baum in Lustenau. Im Jahre 2008 wurde der damals knapp 100 Jahre alte Baum saniert und die Krone um rund 40 % eingekürzt. Der Baum verlor in den folgenden Jahren noch weiter an Vitalität, und im Jahr 2020 brachen nach intensivem Pilzbefall und Fäulnis auch die Reste des Stammstumpfes auseinander und mussten beseitigt werden. |        | 1975       |

| Foto:                    | Fotografie des Naturdenkmals. Klicken des Fotos erzeugt eine vergrößerte Ansicht. Daneben finden sich zwei Symbole: \| Weitere Bilder vorhanden \| Das Symbol bedeutet, dass weitere Fotos des Objekts verfügbar sind. Durch Klicken des Symbols werden sie angezeigt. \| \| Eigenes Foto hochladen \| Durch Klicken des Symbols können weitere Fotos des Objekts in das Medienarchiv Wikimedia Commons hochgeladen werden. \| |
| Name:                    | Bezeichnung des Naturdenkmals laut offiziellen Quellen |
| ID                       | Identifikator |
| Standort:                | Es ist die Gemeinde und falls vorhanden die Adresse angegeben. Darunter sind die Katastralgemeinde (KG) und die Grundstücksnummer angeführt. Durch Aufruf des Links Standort wird die Lage des Denkmals in verschiedenen Kartenprojekten angezeigt. |
| Beschreibung             | Kurze Beschreibung des Naturdenkmals |
| Fläche                   | Fläche des Naturdenkmals in Hektar (ha) |
| Datum                    | Datum oder Jahr der Unterschutzstellung |
| Weitere Bilder vorhanden | Das Symbol bedeutet, dass weitere Fotos des Objekts verfügbar sind. Durch Klicken des Symbols werden sie angezeigt. |
| Eigenes Foto hochladen   | Durch Klicken des Symbols können weitere Fotos des Objekts in das Medienarchiv Wikimedia Commons hochgeladen werden. |